# Aihara Shohei
Aihara Shohei (粟飯原 尚平 (Túc-Phạn-Nguyên Thượng-Bình) Aihara Shōhei, sinh ngày 26 tháng 5 năm 1996) là một cầu thủ bóng đá người Nhật Bản hiện đang thi đấu ở vị trí tiền đạo cho FC Gifu.